# Marcia trionfale
Marcia trionfale (estrenada internacionalment com a Victory March) és una pel·lícula dramàtica italiana del 1976 escrita i dirigida per Marco Bellocchio. Fou coproduïda per França (on fou estrenada com La Marche triomphale) i Alemanya Occidental (on fou coneguda com a Triumphmarsch). Per aquesta pel·lícula Michele Placido fou guardonat amb el Nastro d'Argento al millor actor i amb un David di Donatello especial. Fou rodada en una caserna abandonada de Reggio Emilia.

## Argument
Paolo Passeri, llicenciat en lletres, en no haver estat admès al curs d'oficials complementaris, es veu obligat a servir com a simple soldat a la caserna de Stevago, sota el comandament del capità Asciutto. La seva estada a Reggio Emilia no és feliç, entre somriures superiors i els pèrfids veterans. El capità Asciutto tria Passeri com el seu ajudant personal, de manera que Passeri es converteix en el confident del seu superior, que l'empeny a controlar cada pas de la seva dona Rosanna que la delati. Rosanna pateix una violència considerable del capità i decideix separar-se de Paolo, de qui s'està enamorant, fugint de la ciutat.
Aleshores, el capità Asciutto és assassinat amb un tret al pit disparat durant una vigilància nocturna, quan ja era objectiu seu i fou injustament castigat un temps abans després de disparar un tret a l'aire. El sentinella, per la seva banda, va haver de disparar un primer tret a l'aire i, només en cas d'avançar el capità Asciutto, podia i havia de disparar-lo, fins i tot mortalment. El testimoni (fals) del seu company Paolo Passeri el salva d'un judici davant la Cort Marcial que li costaria una sentència molt gran, encara que no la capital, aleshores punible només en el context de la guerra.

## Repartiment
- Franco Nero: Capità Asciutto
- Michele Placido: Paolo Passeri
- Miou-Miou: Rosanna
- Patrick Dewaere: Tinent Baio
- Nino Bignamini: Guancia
- Alessandro Haber: Belluomo
- Peter Berling
- Ekkehardt Belle
- Gisela Hahn